# Lauren Bush

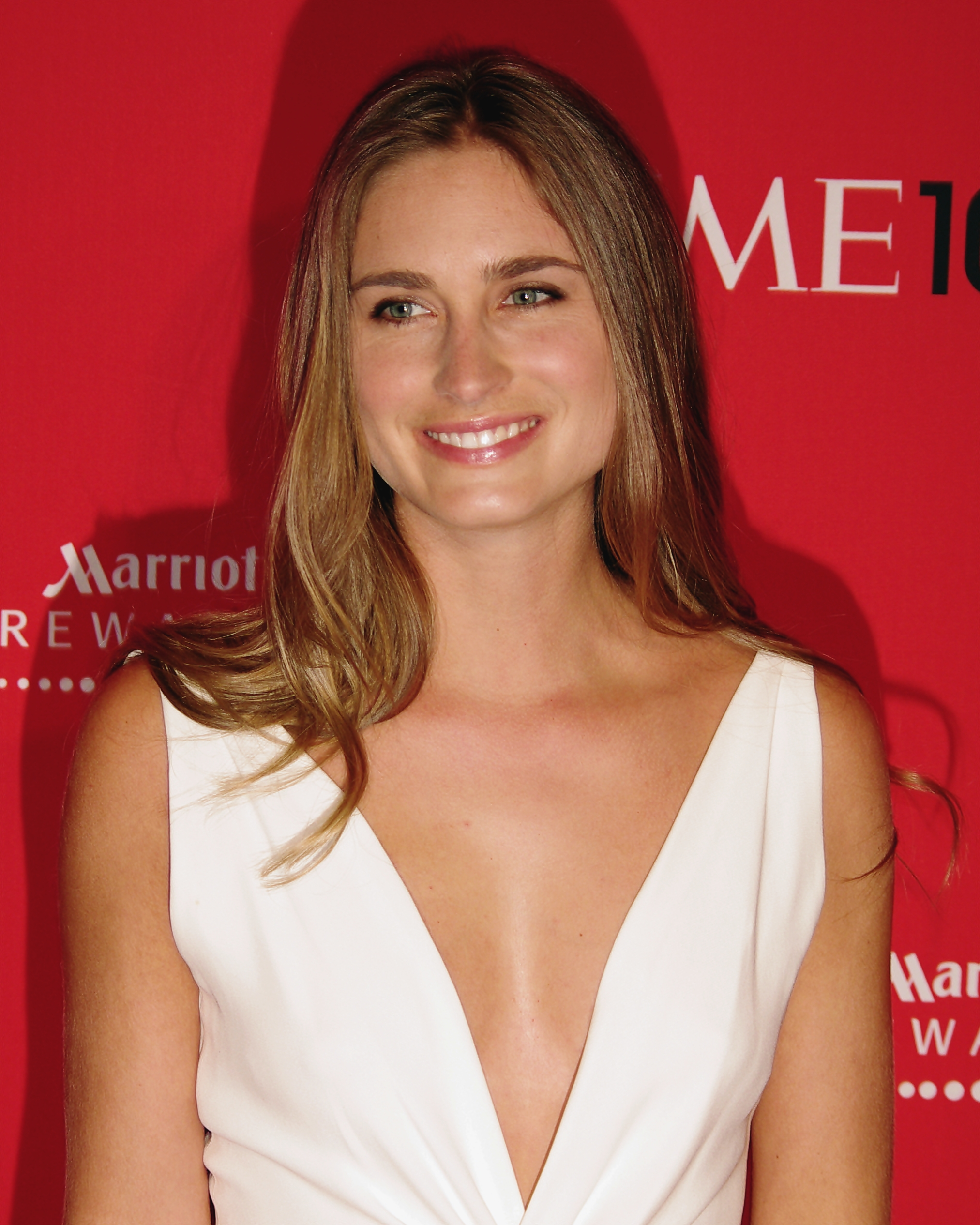
Lauren Bush (2012)

Lauren Pierce Bush (* 25. Juni 1984 in Houston, Texas) ist ein US-amerikanisches Model und eine Modedesignerin.

## Leben
Die Tochter des Unternehmers Neil Bush und Enkelin des ehemaligen US-Präsidenten George H. W. Bush erwarb 2006 an der Princeton University einen akademischen Grad im Hauptfach Anthropologie. Während des Studiums besuchte sie Kurse in Modedesign am Central Saint Martins College of Art and Design in London.
Den Durchbruch als bekanntes Model schaffte die damals 17-Jährige Ende 2001, fotografiert von Peter Lindbergh, als Covergirl auf dem Pirelli-Kalender 2002. Später war sie unter anderem auf den Titelseiten der Zeitschriften Vanity Fair, Vogue, Glamour und W Magazine zu sehen. Lauren Bush, die als Model bei Elite Model Management unter Vertrag steht, arbeitete unter anderem für Abercrombie & Fitch, Tommy Hilfiger und Zac Posen.
2004 wurde Lauren Bush offizielle Sprecherin des Welternährungsprogramms der Vereinten Nationen (WFP) für studentische Kampagnen. Im Auftrag des WFP reiste sie 2004 nach Guatemala, 2005 nach Kambodscha und in den Tschad, 2006 nach Sri Lanka und 2007 nach Mittelamerika. 2007 gründete sie das Projekt FEED, bei dem von ihr gestaltete Taschen und T-Shirts zu Gunsten des UNO-Welternährungsprogramms verkauft werden.
2008 gründete Lauren Bush ihr eigenes Modelabel unter dem Markennamen Lauren Pierce. Im Frühjahr 2009 stellte sie ihre erste 15-teilige Kollektion vor.
Lauren Bush ist seit 2011 mit David Lauren verheiratet. Die Arbeiten seines Vaters, des Modeschöpfers Ralph Lauren, stellen laut ihrer eigenen Aussage eine Inspirationsquelle für ihre eigenen Kreationen dar.
Sie hat drei Söhne, die 2015, 2018 und 2021 geboren wurden.